# Kanton Rai
Kanton Rai (francouzsky Canton de Rai) je francouzský kanton v departementu Orne v regionu Normandie. Při reorganizaci správního členění reformě kantonů v roce 2014 byl vytvořen z 35 obcí. V květnu 2016 sestával z 26 obcí (vzhledem k procesu slučování některých obcí).

## Obce kantonu (v květnu 2016)
- Aube
- Les Authieux-du-Puits
- Beaufai
- Champ-Haut
- Échauffour
- Écorcei
- Fay
- La Ferté-en-Ouche [p 1]
- La Genevraie
- Godisson
- La Gonfrière
- Lignères
- Mahéru
- Ménil-Froger
- Le Ménil-Vicomte
- Le Merlerault
- Nonant-le-Pin
- Planches
- Rai
- Saint-Evroult-Notre-Dame-du-Bois
- Saint-Germain-de-Clairefeuille
- Saint-Nicolas-de-Sommaire
- Saint-Pierre-des-Loges
- Saint-Symphorien-des-Bruyères
- Sainte-Gauburge-Sainte-Colombe
- Touquettes